# Chaquesia
Chaquesia is een geslacht van hooiwagens uit de familie Gonyleptidae.
De wetenschappelijke naam Chaquesia is voor het eerst geldig gepubliceerd door B. Soares in 1944. 

## Soorten
Chaquesia is monotypisch en omvat slechts de volgende soort:
- Chaquesia guaranitica